# Euphorbia tulearensis
Euphorbia tulearensis ist eine Pflanzenart aus der Gattung Wolfsmilch (Euphorbia) in der Familie der Wolfsmilchgewächse (Euphorbiaceae).

## Beschreibung
Die sukkulente Euphorbia tulearensis bildet sehr kleine Sträucher aus. Aus einer knolligen Wurzel, die etwa 10 Zentimeter lang und 5 Zentimeter breit wird, entspringen an der Oberseite sehr eng stehende Triebe. Diese werden bis 20 Zentimeter lang und erreichen 5 bis 7 Millimeter im Durchmesser. Die dicklichen und eiförmigen Blätter werden bis 1,5 Zentimeter breit und sind an der Oberseite tief gefaltet. Die Blattränder sind stark gewellt und die Spreite winzig papillat. Es werden schlanke Nebenblattdornen bis 8 Millimeter Länge ausgebildet, bei denen aber die Spitzen abfallen und die verbleibende Basis einen Kamm aus knorpeliger Borke bildet.
Der Blütenstand besteht aus einfachen Cymen die auf einem bis 2 Zentimeter langen Stiel stehen. Die aufrechten Cyathophyllen werden 3 Millimeter breit und lang und sind rötlich gefärbt. Die Cyathien erreichen 5 Millimeter im Durchmesser. Die Nektardrüsen sind orange gefärbt und die fast sitzende und 2 Millimeter breite und 3 Millimeter lange Frucht ist stumpf gelappt.
Bewurzelte Sprosse bilden keine neue unterirdische Knolle aus.

## Verbreitung und Systematik
Euphorbia tulearensis ist im Süden von Madagaskar, in der Provinz Toliara bei Saint Augustin auf Kalksteinhügeln in flachen Strauchwerk verbreitet.
Die Art steht auf der Roten Liste der IUCN und gilt als vom Aussterben bedroht (Critically Endangered).
Die Erstbeschreibung der Art erfolgte 1978 als Varietät zu Euphorbia capsaintemariensis durch Werner Rauh. Werner Rauh selbst kombinierte sie 1988 zu einer eigenen Art um.